# Духовски понедељак
Духовски понедељак је први дан после Духова и у многим европским и осталим земљама се празнује као нерадан дан: у Аустрији, Барбадосу, Белгији, Грчкој, Гибралтару, Данској, Исланду, Кипру, Луксембургу, Мађарској, Немачкој, Норвешкој, Румунији, Француској, Холандији, и Швајцарској.